# Voorhoeve Schwabe Merkgeneesmiddelen
VSM (Voorhoeve Schwabe Merkgeneesmiddelen) is de grootste leverancier van natuurgeneesmiddelen in Nederland die daarnaast ook zogenaamde gezondheidsproducten aanbiedt. Bekende merknamen zijn Spiroflor, Calendulan, Nisyleen en Chamodent.
Het bedrijf bestaat meer dan 100 jaar en is voortgekomen uit een fusie van Schwabe en Voorhoeve. In 1866 begon de Duitse apotheker dr. Willmar Schwabe met de bereiding en verkoop van homeopathische geneesmiddelen in Leipzig. In 1910 opende hij een filiaal in Nederland. Ondertussen was de Nederlandse Apotheker Carl Theodoor Voorhoeve ook homeopathische geneesmiddelen gaan produceren aan de Frederik Hendriklaan te Den Haag. Hij was een zoon van dr. Nicolaas Voorhoeve, medeoprichter van de Vereeniging tot Bevordering van de Homeopathie.
In 1965 fuseerden Voorhoeve en Schwabe in VSM homeopathie, gevestigd te Zaandam. Het bedrijf verhuisde vervolgens naar Alkmaar omdat daar de bodem en lucht schoon genoeg werden geacht om de geneeskrachtige kruiden bij het eigen pand te kunnen kweken.
Het bedrijf groeide na 1981 sterk en veroverde in Nederland een groot marktaandeel met een omzet van ruim 45 miljoen euro. In 2011 is de productie van VSM verplaatst naar Duitsland. VSM ging door als marketing-salesorganisatie. VSM maakt ook deel uit van Internationale HomInt-groep met vestigingen in verschillende Europese landen, de Verenigde Staten en Azië. Jaarlijkse omzet is ca. 700 miljoen euro.